# Le Coudray-Montceaux
Le Coudray-Montceaux település Franciaországban, Essonne megyében. Lakosainak száma 4738 fő (2022. január 1.). Le Coudray-Montceaux Corbeil-Essonnes, Nandy, Saint-Fargeau-Ponthierry, Auvernaux, Chevannes, Mennecy, Morsang-sur-Seine és Ormoy községekkel határos.

## Népesség
A település népességének változása:
| Lakosok száma | 4730 | 4818 | 4941 | 4865 | 4831 | 4844 | 4828 | 4814 | 4738 |
|               | 2013 | 2015 | 2016 | 2017 | 2018 | 2019 | 2020 | 2021 | 2022 |